# Pichl-Kainisch
Pichl-Kainisch är en tidigare kommun i distriktet Liezen i förbundslandet Steiermark i Österrike. Den blev 1 januari 2015 en del av kommunen Bad Mitterndorf.
Kommunen bestod av fyra orter (Ortschaften) (inom parentes invånarantal 1 januari 2024):
- Knoppen (171)
- Mühlreith (76)
- Pichl (200)
- Äußere Kainisch (305)